# Abraxas nigrofusa
Abraxas nigrofusa là một loài bướm đêm trong họ Geometridae.